# Célia de Lavergne
Célia de Lavergne née le 21 novembre 1979 à Clamart, est une femme politique française.
Membre de La République en marche, elle est élue députée dans la troisième circonscription de la Drôme lors des élections législatives françaises de 2017. À l'Assemblée nationale, elle siège à la commission des Affaires économiques, où elle officie de 2018 à 2019 comme « whip » (coordinatrice) du groupe La République en marche, avant de devenir porte-parole du groupe. Candidate à sa réélection, elle est battue lors des élections législatives de 2022.
Ingénieure des ponts, eaux et forêts, elle est Directrice de l'Eau et de la Biodiversité au sein du Ministère de l'Écologie à compter du 21 août 2023.

## Formation et parcours professionnel
Diplômée de l'École polytechnique (promotion X1999) et de l'École nationale des ponts et chaussées,, elle devient ingénieure, spécialisée dans les questions d'eau et d'environnement, puis d'urbanisme et d'aménagement du territoire, auprès d'entreprises privées ou de collectivités territoriales[Lesquels ?]. Elle appartient au corps des ingénieurs des ponts, des eaux et des forêts.
Elle dirige l'Association scientifique et technique pour l'eau et l'environnement (l'ASTEE) de 2011 à 2014. Puis, jusqu'en 2016, elle est conseillère chargée du développement durable et de la ville intelligente auprès de Jean-Louis Missika, adjoint chargé de l'urbanisme à la mairie de Paris, ce qui lui permet de s'investir dans la COP21.
Elle est nommée Directrice de l'Eau et de la Biodiversité au sein de la Direction générale de l'Aménagement, du Logement et de la Nature (DGALN), au Ministère de l'Écologie à compter du 21 août 2023 par le conseil des ministres.

## Députée LREM de laXVelégislature

### Élection
Le 18 juin 2017, elle est élue députée dans la troisième circonscription de la Drôme, sous l'étiquette La République en marche !, avec 57 % des voix, face à Paul Bérard (LR) et son suppléant, le député sortant Hervé Mariton,. Célia de Lavergne est la première femme élue dans cette circonscription, et sa victoire est la plus large jamais obtenue sur celle-ci.

### Fonctions au sein du groupe LREM
Au sein de l'Assemblée nationale, elle siège à la Commission des affaires économiques au sein de laquelle elle officie comme coordinatrice du groupe La République en marche (« whip ») à partir de janvier 2018. En septembre 2019, elle est nommée porte-parole du groupe LREM : elle fait alors partie des huit parlementaires de la majorité à occuper ce poste.

### Activité législative
En août 2017, Stéphane Travert, ministre de l'Agriculture et de l'Alimentation, lui confie la mission de coordonner les États généraux de l'alimentation, en binôme avec Olivier Allain, vice-président du conseil régional de Bretagne,.
En juin 2022, elle est battue au second tour des législatives par Marie Pochon, candidate de Europe Écologie Les Verts et de l’alliance Nupes,.

## Décoration
- Chevalier de l'ordre national du Mérite (nommée par décret du 7 juin 2024[14])